# شكور أبو غزالة
شكور أبو غزالة (1928 - 14 أغسطس 1976) رجل أعمال سعودي من أصل فلسطيني ومؤسس «مطعم بروست» الذي أصبح بعد وفاته يعرف بالبيك.

## الحياه المهنية
ولد عام 1928 وكانت بداية عمله في جدة حيث كان يدير مستودع قديم في الشرفية في جدة وعمل أبو غزالة على تحويله إلى أول مطعم بروست في المملكة عام 1974، ولاحقًا تم افتتاح المطعم الثاني في عمارة الدخيل عام 1976 ولقد كان الاسم الأول لمطاعم البيك “مطاعم بروست” وذلك قبل 1986، حيث تغير بعد ذلك. وبدأت القصة مع “شكور أبو غزالة” الذي رأى بأن السوق بحاجة إلى طعام يُقدم بأسعار معقولة وفي بيئة نظيفة، وقد وضع كل مدخراته في المشروع. وتعاقد مع شركة من الخارج لاستخدام خلطات التوابل، والمعدات، ليكون أول مطعم في السعودية يقدم البروست.

## من أبنائه
- إحسان.
- رامي.

## وفاته
توفي في يوم 14 أغسطس 1976 بعد صراع طويل مع مرض السرطان عن عمر يناهز 48 سنة.